# Brie O'Reilly
Brie Joy O'Reilly Langley, 24 de janeiro de 1998) é uma voleibolista indoor, compositora e música canadense, atuante na posição levantadora, com marca de alcance de 305 cm no ataque e 286 cm no bloqueio.

## Carreira

### Início
Ela é  filha de Mark e Laura O'Reilly, sendo a caçula  de cinco irmãos, entre estes tem Lauren Carrasco que também jogou vôlei pela mesma universidade e pela seleção nacional.Começou a praticar a modalidade no time da escola no ensino médio no Heritage Christian.Ingressou na Trinity Western University e representou o time Langley Spartans conquistando a medalha de prata no Campeonato Nacional Universitário (USport Natonals) de 2016 e o bronze na edição de 2017. Ainda em 2016, conquistou o título da Conferência Oeste e bronze em 2017, em 2019, recebeu o prêmio Fair Play no campeonato do oeste do Canadá.
De origem cristã, casou-se com o pastor Jeremy King da Assembleia de Vida Cristã em Langley, além de desportista, é cantora e compositora, lançando seu primeiro álbum intitulado First Things First em 2021. A atleta canadense confirmou que volta a utilizar nome de solteira após o fim de seu casamento e não atende mais por King, sobrenome que usou desde começou carreira profissional em 2019.

### Dresdner SC
Na temporada de 2019-20, atua no voleibol alemão, sendo contratada pelo Dresdner SC e conquistou a Copa da Alemanha.

### Athletes Unlimited
Na temporada de 2021, atuou na Athletes Unlimited Pro League.

### Béziers Volley
Transferiu-se na jornada 2021-22 para o Béziers Volley.

## Sesc RJ/Flamengo
Em sua primeira temporada no Brasil, defendeu as cores do Sesc RJ/Flamengo na temporada 2022-23, sendo campeã do Campeonato Carioca de 2022 e na Superliga Brasileira A 2022-23, sendo semifinalista da edição e ao final entrou para a seleção do campeonato como a melhor levantadora.
Renovou com o Sesc RJ/Flamengo para as competições de 2023-24, sendo bicampeã carioca em 2023, ajudou o time a liderar e terminar na terceira posição a Superliga Brasileira A 2023-24, sendo semifinalista da Copa Brasil 2024, até as semifinais da Superliga marcou 414 pontos e estava na segunda posição entre as sacadoras com 30 aces. O clube anunciou sua saída após o fim da Superliga.

### Seleção Nacional
Em 2019, estreou-se na seleção nas eliminatórias para os Jogos Olímpicos, e conquistou a medalha de bronze na na Copa dos Campeões NORCECA e no campeonato NORCECA, repetindo o feito em 2021, quando foi premiada como melhor levantadora do Campeonato NORCECA Final Six. Em 2023, conquistou o bronze no campeonato no NORCECA, obtendo também o reconhecimento como a melhor jogadora em sua função.

## Títulos e resultados
- Copa dos Campeões NORCECA de 2019
- Copa Pan-Americana Final Six 2022
- Superliga Brasileira 2023–24 - Série A
- Copa da Alemanha 2020
- Campeonato Carioca 2023
- Campeonato Carioca 2022

### Prêmios individuais
- Melhor Levantadora da Superliga Brasileira 2023–24 - Série A
- Melhor Levantadora da Superliga Brasileira 2022–23 - Série A